# Niña
A Niña foi um dos três navios espanhóis usados pelo explorador genovês Cristóvão Colombo em sua primeira viagem às Índias Ocidentais em 1492. Como era tradição para os navios espanhóis da época, ela tinha o nome de uma santa mulher, Santa Clara. No entanto, ela era comumente referida por seu apelido, La Niña, que provavelmente era um trocadilho com o nome de seu proprietário, Juan Niño de Moguer. Ela era um navio do tipo caravela padrão.
Os outros navios da expedição de Colombo foram o tipo caravela Pinta e a carraca tipo Santa María. Niña era de longe a favorita de Colombo. Ela foi originalmente latina vela fraudada caravela latina, mas ela foi re-manipulado como redonda caravela em Las Palmas, nas Ilhas Canárias, com velas quadradas para um melhor desempenho do oceano. Não há nenhuma documentação autêntica sobre as especificidades de Niña ' projeto s, embora Michele de Cuneo, que acompanhou Colombo na sua segunda viagem, mencionou que Niñaera" cerca de 60 toneladas" (60 toneladas), o que pode indicar uma caravela de tamanho médio com cerca de 50 pés (15 m) de comprimento no convés. Frequentemente dito que ela tinha três mastros, há algumas evidências de que ela pode ter tido quatro mastros.
Niña, como Pinta e Santa María, era um navio comercial menor construído para navegar no mar Mediterrâneo, não no oceano aberto. Foi amplamente superado em tamanho por navios como Peter von Danzig da Liga Hanseática, construído em 1462, com 51 m (167 pés) de comprimento, e a carraca inglesa Grace Dieu, construída durante o período de 1420-1439, pesando entre 1 400 e 2 750 toneladas e 66,4 m (218 pés) de comprimento, tanto em peso quanto em comprimento.

## História

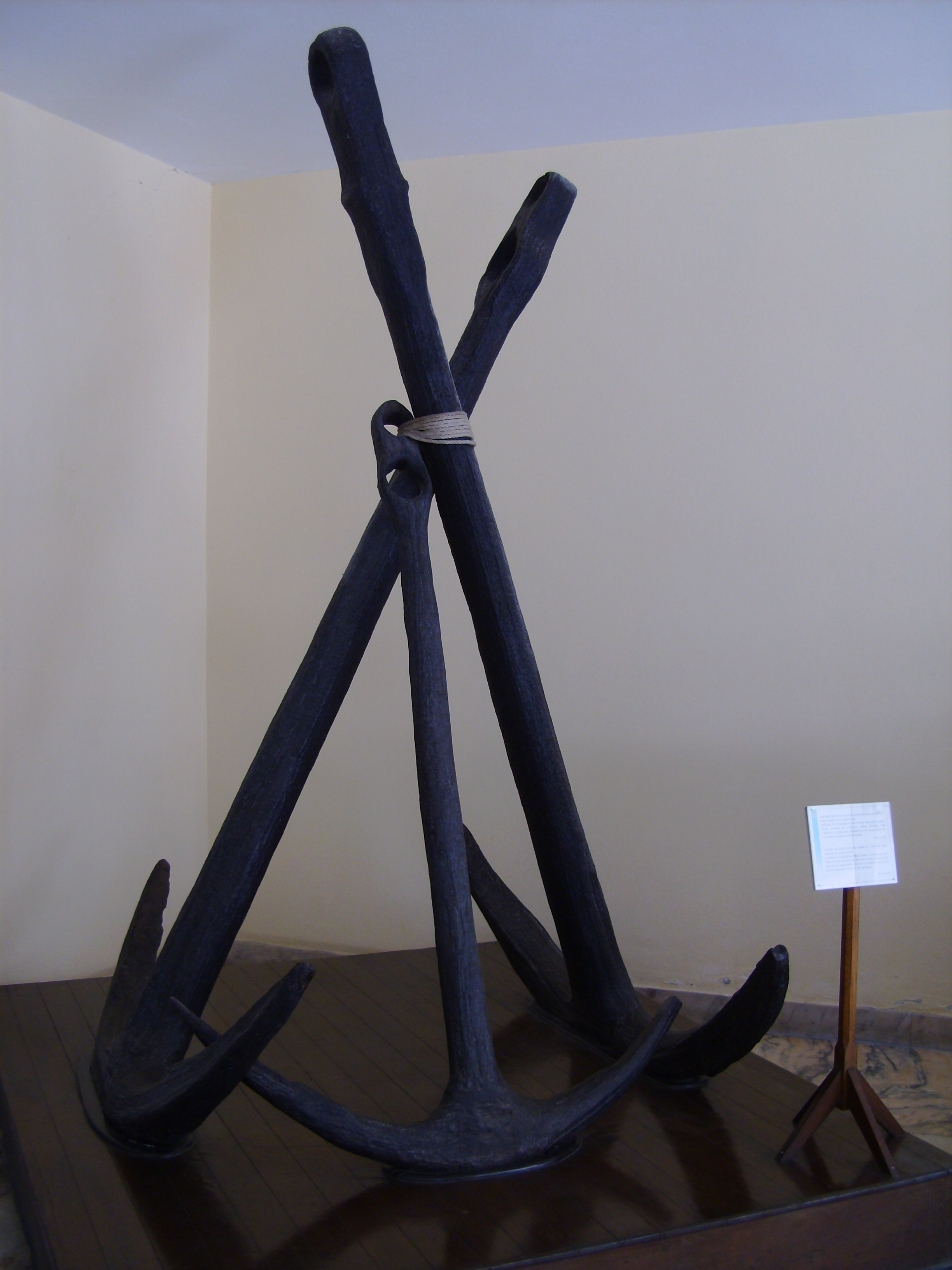
Museu de Marinha de Lisboa: âncoras resgatadas em 1960 na baía do Cura (ilha de Santa Maria, Açores), atribuídas presumivelmente à caravela "Niña".

Na primeira expedição de Colombo, Niña carregou 26 homens, capitaneados por Vicente Yáñez Pinzón. Eles deixaram Palos de la Frontera em 3 de agosto de 1492, parando nas Ilhas Canárias em 12 de agosto de 1492, e continuaram para o oeste. O desembarque foi feito nas Bahamas na madrugada de 12 de outubro de 1492.

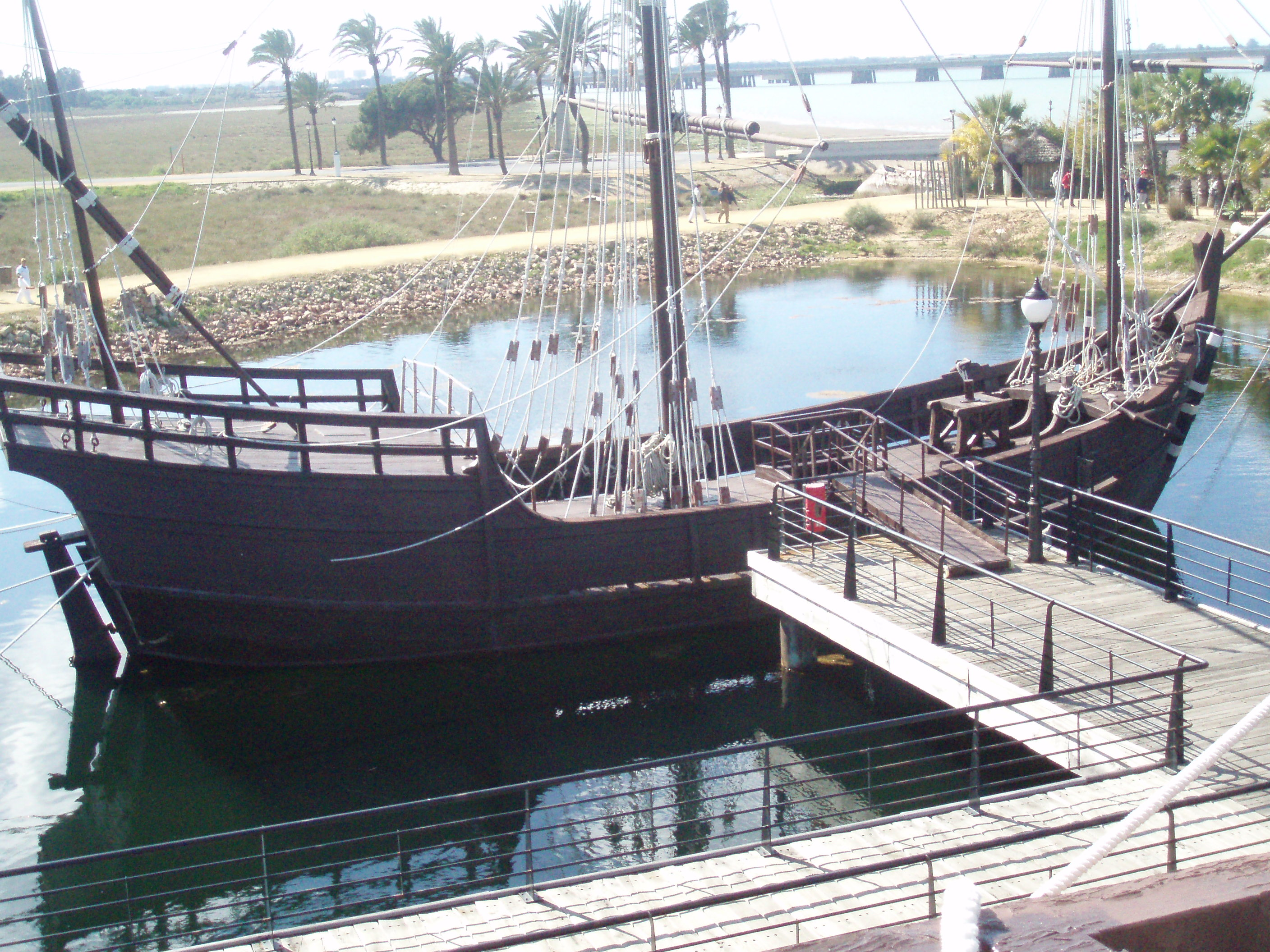
Réplica da caravela Niña em Palos de la Frontera, Espanha.

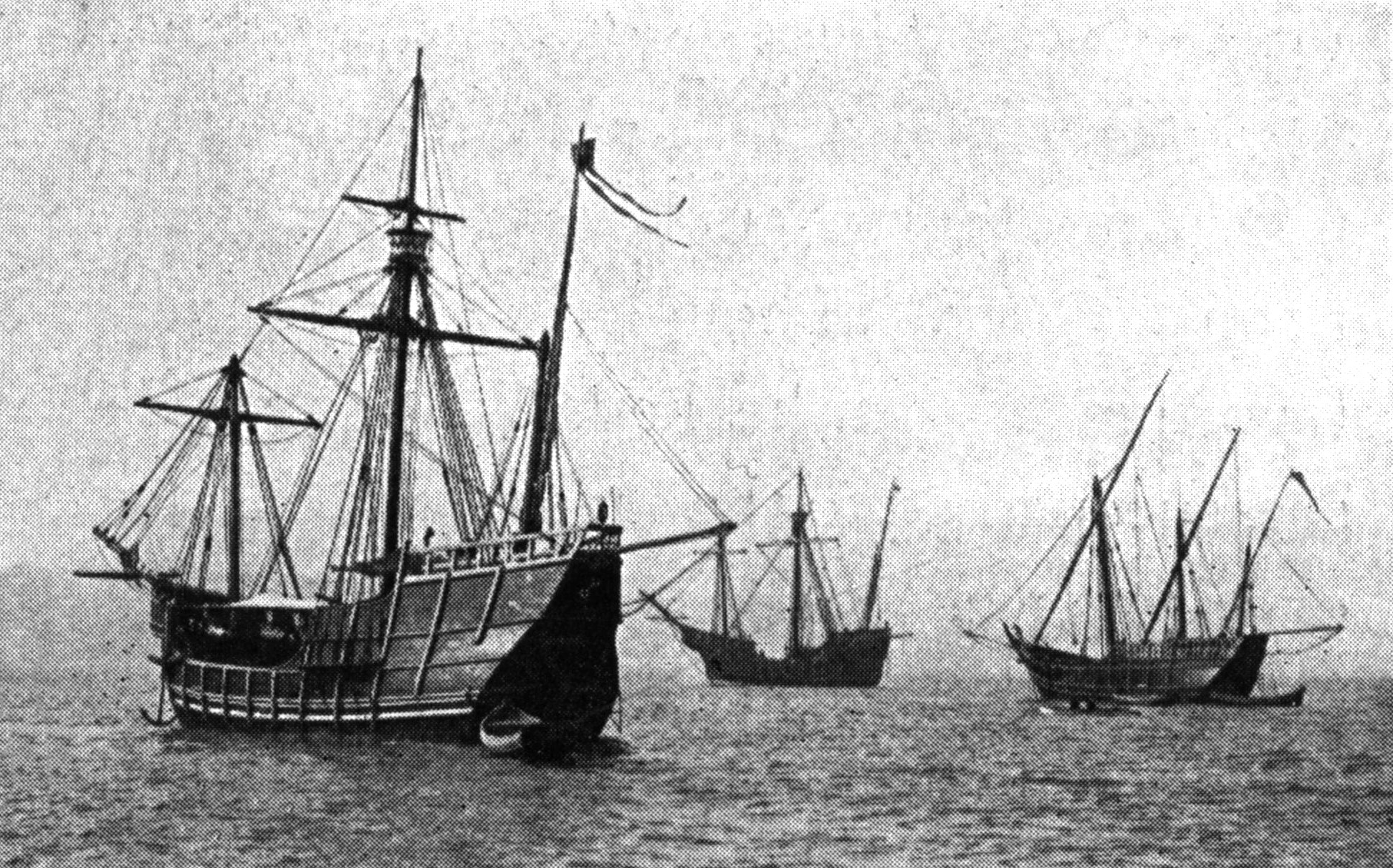
Réplicas da nau Santa Maria, e das caravelas Niña e Pinta estacionadas no North River, Nova Iorque, após a travessia do Atlântico para a Feira Mundial em Chicago.

Em 14 de fevereiro de 1493, no leste dos Açores, uma tempestade ameaçou virar Niña e, por instigação de Colombo, ele e a tripulação fizeram uma série de votos para realizar certos atos, incluindo peregrinações religiosas após seu retorno à Espanha. Niña chegou a Lisboa, Portugal, em 4 de março de 1493, e chegou a Palos de la Frontera em 15 de março de 1493.  Na primeira viagem à América, a tripulação da Niña dormiu no convés, mas adotou o uso de redes depois de ver os nativos americanos os utilizando.
Em setembro de 1493, Niña juntou-se a uma grande frota de 17 navios para a segunda viagem a Hispaniola, tornando-se a nau capitânia para uma exploração de Cuba. Ela foi o único navio a sobreviver ao furacão de 1495, retornando rapidamente à Espanha em 1496.
Niña foi então fretado para uma viagem não autorizada a Roma. Ela foi capturada por um corsário pirata ao deixar o porto de Cagliari e levada para o Cabo Pula, na Sardenha. O capitão, Alonso Medel, escapou com alguns homens. Ele roubou um barco, remou de volta para Niña e zarpou, voltando para Cádis.
Em 1498, ela retornou a Hispaniola como guarda avançada da Terceira Viagem de Colombo. Ela estava à espreita em Santo Domingo em 1500. Em 1501, ela fez uma viagem comercial para a Costa das Pérolas, na ilha de Cubagua, Venezuela, e nenhum outro registro dela foi encontrado nos arquivos históricos.
Niña registrou pelo menos 25 000 milhas náuticas (46 000 km) sob o comando de Colombo.

## Características
A Niña tinha as dimensões de onze metros de comprimento por seis metros de altura e tinha três mastros.